# Onkogen
Et onkogen er et gen som potentielt kan forårsage kræft. Et onkogen er ofte muteret eller udtrykt unormalt højt i kræftceller og er dermed i stand til at ændre kritiske cellefunktioner. I modsætning til de fleste normale celler, som vil undergå programmeret celledød (apoptose), når kritiske cellefunktioner bliver forandret, vil et aktivt onkogen forårsage, at cellene overlever og deler sig.
Forstadier til onkogener kaldes proto-onkogener og er ofte normale gener involveret i signaltransduktion og regulerer cellevækst, differentiering og apoptose på en normal måde. Ved f.eks. en mutation, en virusinfektion eller miljøfaktorer (såkaldte carcinogener) aktiveres et proto-onkogen til et aktivt onkogen, dvs. et uhæmmet og unormalt virkende gen.
Onkogenets proteinprodukt benævnes onkoprotein. Nogle onkoproteiner bruges som kræftmarkører.
Mange onkogener er blevet identificeret siden 1970’erne og er blevet mål for kræftmedicin. Nobelprisen i Fysiologi eller Medicin blev i 1989 givet til J. Michael Bishop og Harold E. Varmus for deres arbejde med retrovirus-onkogener.

## Proto-onkogen
Her er nogle eksempler på proto-onkogener, der ved aktivering bliver aktive onkogener:
- RAS (HRAS, NRAS, KRAS), gener for små GTPaser (enzymer i signaltransduktion); de mest almindelige oncogener i kræft hos mennesker
- BRAF, gen for en protein kinase i signaltransduktionen med regulering af celledeling, differentiering m.m.
- WNT, gener for en signalvej der regulerer transkriptionen specielt i fostertilstanden og ved regenerering af væv
- MYC, gen for en transkriptionsfaktor, der regulerer omkring 15% af al ekspression (dvs. proteinsyntese)
- ERK (extracellulært-signal–reguleret kinase), gen for kinase, synonom for MAPK (mitogen -aktiveret proteinkinase)
- TRK, fusionsgen bestående af en del af genet for tropomyosin og en del af genet for en receptor-kinase
- BCR-ABL1, gen for en altid aktiv tyrosin-kinase, se Philadelphia kromosomet
- Pim-1 er en serin/threonin-kinase
- RET, et oncogen der koder for en receptortyrosinkinase i flere forskellige nerveceller og er associeret med forskellige typer af kræft[2]
- PIK3CA, JAK2, FGFR1, FGFR3, EGFR, CDK4, BRAF, PDGFRA, KIT, ERBB2 [3]
- Gener for transskriptionsfaktorer

## Eksterne links og referencer
1. ↑  The Nobel Prize in Physiology or Medicine 1989. J. Michael Bishop, Harold E. Varmus
2. ↑  RET gene. U.S. National Library of Medicine
3. ↑  Proto-oncogenes to Oncogenes to Cancer. Scitable by Nature Education